# Cecilie Thomsen
Cecilie Thomsen (* 29. Oktober 1974 in Bogø) ist eine dänische Schauspielerin und Model.

## Leben
Cecilie Thomsen wuchs zunächst auf der Insel Bogø auf. Ihre Schulzeit verbrachte sie in Kopenhagen.
Mit 18 Jahren wurde sie von einem Casting-Agenten in einem Kopenhagener Dönerimbiss entdeckt und unter Vertrag genommen. Als Model wurde die 1,78 m große Thomsen dann in ganz Skandinavien sowie auch in Europa bekannt. Sie war in zahlreichen Männermagazinen abgebildet, war auf dem Laufsteg bei Fashion-Shows von Karl Lagerfeld dabei und trat in mehreren Werbespots auf, wie beispielsweise für L’Oréal oder Parfümerie Douglas. Thomsen lebte daraufhin einige Zeit lang in New York City sowie auch in Paris und trat während dieser Zeit unter dem etwas internationaler klingenden Namen Cecilia Thomson auf.
Sie wirkte Mitte der 1990er-Jahre in den Musikvideos der beiden Songs Have You Ever Really Loved a Woman? und Let's Make A Night To Remember des kanadischen Musikers Bryan Adams mit. Thomsen war daraufhin auch einige Zeit lang mit Adams liiert.
Thomsen absolvierte eine professionelle Schauspielausbildung an der Staatlichen Theaterhochschule in Kopenhagen. Im Jahr 1997 hatte sie als Inga Bergstrøm einen kurzen Auftritt als aus Dänemark stammende Geliebte von James Bond (Pierce Brosnan) in dem Film Der Morgen stirbt nie, wo sie unter anderem dem Geheimagenten 007 die dänische Sprache näherbringt. Sie trat auch in Kurzfilmen und als Bühnendarstellerin in mehreren Theaterstücken auf. So spielte sie eine Rolle in dem von Lars Kaalund inszenierten Stück Leonardo da Vinci am Østre Gasværk-Theater, welches zum damaligen Zeitpunkt unter der Leitung von Morten Grunwald stand. Sie war daraufhin in unregelmäßigen Abständen bis 2014 als Schauspielerin vor der Kamera in einigen Film-und-Fernsehproduktionen zu sehen.
Thomsen ist ledig, hat keine Kinder und lebt in Kopenhagen.

## Filmografie
- 1995: Have You Ever Really Loved a Woman? (Musikvideo)
- 1996: Let's Make A Night To Remember (Musikvideo)
- 1997: James Bond 007 – Der Morgen stirbt nie
- 1998: Studio 54
- 2002: Das Irrenhaus
- 2002: Der er en yndig mand (Kurzfilm)
- 2004: Europäische Visionen
- 2009: Simon & Malou
- 2011: Noget i luften
- 2014: Der kleine Elf